# Ortenberg
Ortenberg es un municipio alemán en el distrito de Ortenau, Baden-Wurtemberg. Está ubicado en las estribaciones de la Selva Negra Central en la salida del valle del río Kinzig a la llanura del Rin.

## Puntos de interés
- Capilla del Bühlweg, construida en 1494, por encima del centro de la aldea en la calle Bühlweg (sendero del cerro)[3]
- Iglesia de San Bartolomé, construida en 1824[4]
- Castillo de Ortenberg[5]